# Carrizal
Carrizal – miasto w Wenezueli, w stanie Miranda, siedziba gminy Carrizal.
Według danych szacunkowych na rok 2015 liczy 55 800 mieszkańców.